# Toppilas järnvägsstation
Toppila järnvägsstation (förkortat Tp) var en trafikplats i det finländska järnvägsnätet. Den öppnades för trafik i november 1886, och var i bruk fram till 5 juni 2005, och är belägen i närheten av Uleåborg längs banan mot Torneå.